# Пето дете
„Пето дете“ (енгл. The Fifth Child) је роман британске књижевнице, добитнице Нобелове награде за књижевност, Дорис Лесинг. Радња овог романа, који је објављен 1988, говори о променама у срећном животу брачног пара, Дејвида (енгл. David) и Харијет Ловат (енгл. Harriet Lovatt), до којих долази након рођења њиховог петог детета — Бена (енгл. Ben).
Роман је награђен италијанском наградом „Гринцане Кавур“ (итал. Premio Grinzane Cavour), а 1988. је био номинован за награду за књижевност „Лос Анђелес тајмс“ (енгл. Los Angeles Times Book Prize).